# Bobby Wilson
Pour les articles homonymes, voir Robert Wilson et Wilson.
Robert Keith Wilson dit Bobby Wilson, né le 22 novembre 1935 à Hendon dans le Middlesex et mort le 23 septembre 2020, est un joueur de tennis britannique.
Il a compté parmi les meilleurs joueurs du Royaume-Uni pendant les années 1950 et 1960 au même titre que Mike Davies ou Mike Sangster.
Vainqueur de plus de cinquante tournois en carrière, il n'a en revanche jamais dépassé le stade des quarts de finale dans les tournois du Grand Chelem, s'inclinant à sept reprises à ce niveau de compétition.
Grand joueur de Coupe Davis avec l'équipe de Grande-Bretagne, il détient toujours le record de 34 rencontres disputées et de 25 victoires en double.

## Carrière
Bobby Wilson devient champion de Grande-Bretagne junior en 1951. Il remporte le tournoi de Wimbledon junior l'année suivante.
Il atteint son premier quart de finale en Grand Chelem à Wimbledon en 1958 et ne s'incline qu'en cinq sets contre le n°1 mondial Ashley Cooper (6-4, 6-2, 2-6, 3-6, 7-5). L'année suivante, il est battu au même stade par Roy Emerson. En 1961, il signe l'une de ses meilleurs performance en écartant le tenant du titre Neale Fraser en huitièmes (1-6, 6-0, 13-11, 9-7) mais échoue au tour suivant face à l'Américain Chuck McKinley (6-4, 6-4, 4-6, 6-4).
Il réalise sa meilleure saison en 1963 en atteignant trois quarts de finale consécutifs. Aux Internationaux de France, il est nettement battu par la tête de série n°3 Pierre Darmon (6-3, 6-4, 6-3), tandis qu'à Wimbledon, il est écarté par le futur vainqueur du tournoi Chuck McKinley (8-6, 6-4, 6-2). Enfin, au championnat des États-Unis, c'est Frank Froehling qui le bat en cinq manches après avoir manqué une balle de match (6-8, 4-6, 6-3, 6-3, 9-7). Par la suite, il atteindra à trois autres reprises les huitièmes de finale à Wimbledon.
Adepte des surfaces rapides, il compte à son palmarès le championnat de Grande-Bretagne sur courts couverts en 1959, 1962, 1963 et 1965, le championnat d'Allemagne en salle en 1961, 1962 et 1964, ainsi que le championnat de France en 1964 et 1965. Il détient en outre le titre de champion d'Irlande 1963 et 1964, et de Scandinavie 1966. Il a également remporté la Wimbledon Plate en 1964 et la Coupe Albert Canet en 1965.
Membre de l'équipe britannique de Coupe Davis pendant 12 ans, il totalise un bilan de 41 victoires pour 20 défaites dans la compétition. Il a formé une paire prolifique avec Mike Sangster, comptabilisant 11 victoires pour seulement 3 défaites. En 1963, sa victoire sur José Luis Arilla emmène son pays jusqu'en finale européenne pour la seconde fois depuis l'après-guerre. Malgré ses deux défaites en simple contre les Suédois Ulf Schmidt et Jan-Erik Lundqvist, l'équipe gagne la rencontre et affronte les Américains en demi-finale interzone. Remplacé en simple par Billy Knight, il ne joue que le double qu'il perd contre Dennis Ralston et Chuck McKinley.
En 1964, il publie son autobiographie My Side of the Net.

## Palmarès

### Finale en simple messieurs
| No | Date       | Nom et lieu du tournoi       | Catégorie | Surface      | Vainqueur        | Score              |  |
| -- | ---------- | ---------------------------- | --------- | ------------ | ---------------- | ------------------ |  |
| 1  | 11-08-1964 | Alpenländer-Pokal, Kitzbühel |           | Terre (ext.) | Christian Kuhnke | 6-3, 6-1, 4-6, 6-3 |  |

### Finales en double messieurs
| No | Date       | Nom et lieu du tournoi         | Catégorie  | Surface      | Vainqueurs                        | Partenaire          | Score              |          |
| -- | ---------- | ------------------------------ | ---------- | ------------ | --------------------------------- | ------------------- | ------------------ | -------- |
| 1  | 27-06-1960 | The Championships Wimbledon    | G. Chelem  | Gazon (ext.) | Rafael Osuna Dennis Ralston       | Mike Davies         | 7-5, 6-3, 10-8     | Parcours |
| 2  | 12-08-1968 | Alpenländer-Pokal Kitzbühel    |            | Terre (ext.) | Wilhelm Bungert Jürgen Fassbender | Gerald Battrick     | 6-3, 7-5           |          |
| 3  | 28-04-1969 | British Hard Court Bournemouth | Grand Prix | Terre (ext.) | Bob Hewitt Frew McMillan          | Jean-Claude Barclay | 6-4, 6-2, 2-6, 9-7 |          |

### Titre en double mixte
| No | Date       | Nom et lieu du tournoi    | Catégorie | Surface      | Partenaire      | Finalistes                 | Score    |          |
| -- | ---------- | ------------------------- | --------- | ------------ | --------------- | -------------------------- | -------- | -------- |
| 1  | 14-08-1968 | Coupe des Alpes Kitzbühel |           | Terre (ext.) | Annette Van Zyl | Helen Amos Herb Fitzgibbon | 6-3, 6-4 | Parcours |

## Parcours dans les tournois duGrand Chelem

### En simple
| Année | Open d'Australie | Open d'Australie | Internationaux de France | Internationaux de France | Wimbledon       | Wimbledon        | US Open        | US Open         |
| ----- | ---------------- | ---------------- | ------------------------ | ------------------------ | --------------- | ---------------- | -------------- | --------------- |
| 1952  | —                | —                | —                        | —                        | 2e tour (1/32)  | Jaroslav Drobný  | —              | —               |
| 1953  | —                | —                | —                        | —                        | 3e tour (1/16)  | Sven Davidson    | —              | —               |
| 1954  | —                | —                | —                        | —                        | 3e tour (1/16)  | Tony Trabert     | —              | —               |
| 1955  | —                | —                | 3e tour (1/16)           | W. Skonecki              | 3e tour (1/16)  | Budge Patty      | 2e tour (1/32) | S. Giammalva    |
| 1956  | —                | —                | 3e tour (1/16)           | Jaroslav Drobný          | 3e tour (1/16)  | Neale Fraser     | —              | —               |
| 1957  | —                | —                | 3e tour (1/16)           | Sven Davidson            | 1/8 de finale   | Sven Davidson    | 1/8 de finale  | Sven Davidson   |
| 1958  | —                | —                | 2e tour (1/32)           | Antal Jancsó             | 1/4 de finale   | Ashley Cooper    | —              | —               |
| 1959  | —                | —                | —                        | —                        | 1/4 de finale   | Roy Emerson      | 3e tour (1/16) | Neale Fraser    |
| 1960  | —                | —                | 1/8 de finale            | Barry MacKay             | 3e tour (1/16)  | N. Pietrangeli   | 1/4 de finale  | Rod Laver       |
| 1961  | —                | —                | 1/8 de finale            | Gérard Pilet             | 1/4 de finale   | Chuck McKinley   | —              | —               |
| 1962  | —                | —                | —                        | —                        | 3e tour (1/16)  | Bob Hewitt       | —              | —               |
| 1963  | —                | —                | 1/4 de finale            | Pierre Darmon            | 1/4 de finale   | Chuck McKinley   | 1/4 de finale  | Frank Froehling |
| 1964  | —                | —                | 3e tour (1/16)           | Bob Hewitt               | 1er tour (1/64) | Christian Kuhnke | —              | —               |
| 1965  | —                | —                | —                        | —                        | 2e tour (1/32)  | Wilhelm Bungert  | —              | —               |
| 1966  | —                | —                | 2e tour (1/32)           | Ion Țiriac               | 1/8 de finale   | Manuel Santana   | —              | —               |
| 1967  | —                | —                | —                        | —                        | 1/8 de finale   | Wilhelm Bungert  | —              | —               |
| 1968  | 1/8 de finale    | Ray Ruffels      | 1er tour (1/64)          | Bob Carmichael           | 1er tour (1/64) | Cliff Drysdale   | —              | —               |
| 1969  | —                | —                | —                        | —                        | 1/8 de finale   | Tom Okker        | —              | —               |
| 1970  | —                | —                | —                        | —                        | 1er tour (1/64) | Allan Stone      | —              | —               |

N.B. : à droite du résultat se trouve le nom de l'ultime adversaire.

### En double
| Année | Open d'Australie | Open d'Australie | Internationaux de France                                                     | Internationaux de France                                                      | Wimbledon                                                                            | Wimbledon | US Open | US Open |
| ----- | ---------------- | ---------------- | ---------------------------------------------------------------------------- | ----------------------------------------------------------------------------- | ------------------------------------------------------------------------------------ | --------- | ------- | ------- |
| 1968  | —                | —                | 1/8 de finale Mark Cox \|\| style="text-align:left;" \| R. Emerson Rod Laver | 2e tour (1/16) Mark Cox \|\| style="text-align:left;" \| R. Emerson Rod Laver | —                                                                                    | —         |         |         |
| 1969  | —                | —                | —                                                                            | —                                                                             | 1/8 de finale J-C. Barclay \|\| style="text-align:left;" \| C. Drysdale Roger Taylor | —         | —       |         |
| 1970  | —                | —                | —                                                                            | —                                                                             | 1er tour (1/32) Bob Maud \|\| style="text-align:left;" \| T. Addison B. Carmichael   | —         | —       |         |
| 1971  | —                | —                | —                                                                            | —                                                                             | 1er tour (1/32) Alan Mills \|\| style="text-align:left;" \| P. Cornejo Jaime Fillol  | —         | —       |         |
| 1972  | —                | —                | —                                                                            | —                                                                             | 1er tour (1/32) Alan Mills \|\| style="text-align:left;" \| Alex Olmedo R. Tanner    | —         | —       |         |
| 1973  | —                | —                | —                                                                            | —                                                                             | 2e tour (1/16) Alan Mills \|\| style="text-align:left;" \| Peter Curtis Roger Taylor | —         | —       |         |

N.B. : à droite du résultat se trouve le nom de l'ultime adversaire.